# 兵庫県道351号大門小田線
兵庫県道351号大門小田線（ひょうごけんどう351ごう だいもんおだせん）は、兵庫県加東市から小野市に至る一般県道である。

## 概要
加東市大門から小野市小田町に至る。

### 路線データ
- 起点：加東市大門（大門交差点、兵庫県道350号松尾青野ヶ原停車場線交点）
- 終点：小野市小田町（兵庫県道85号神戸加東線）
- 総延長：4.083 km

## 地理

### 通過する自治体
- 加東市
- 小野市

### 交差する道路
| 交差する道路                          | 市町村名 | 交差する場所 | 交差する場所      |
| ------------------------------------- | -------- | ------------ | ----------------- |
| 兵庫県道350号松尾青野ヶ原停車場線     | 加東市   | 大門         | 大門交差点 / 起点 |
| 国道175号 / 社バイパス 国道427号 重複 | 加東市   | 沢部         | 沢部交差点        |
| 兵庫県道567号東古瀬穂積線             | 加東市   | 沢部         | 南坊交差点        |
| 兵庫県道85号神戸加東線                | 小野市   | 小田町       | 終点              |

### 沿線
- 加東市立福田小学校